# Fritz Lometsch
Fritz Lometsch (* 21. Oktober 1900 in Kassel; † 12. Februar 1992 ebenda) war ein deutscher Buchkünstler, Schriftkünstler, Holzschneider, Grafiker, Illustrator, Buchhändler und Kunsthändler.

## Leben
Fritz Lometsch wuchs in Kassel-Wilhelmshöhe auf. Lometsch war im Haupterwerb Buch- und Kunsthändler der eigenen „Galerie Lometsch“ in Kassel unweit des Königplatzes in der Kölnischen Straße. 1921 besuchte er die Schriftklasse der Leipziger Kunstakademie. Angeregt durch die Schriftkunst seines Lehrers Rudolf Koch, widmete er sein künstlerisches Werk den mittelalterlichen Handschriften. Er entwarf Bucheinbände und Verlagssignete u. a. für den Berliner Furche-Verlag und den Christian Kaiser Verlag. Der Künstler Fritz Lometsch schuf Gebrauchsgrafiken, Aquarell- und Ölbilder. Lometsch war der Schwager von Ernst Röttger.
Fritz Lometsch war befreundet mit dem in Kassel lebenden Schriftstellerehepaar Christine Brückner und Otto Heinrich Kühner.

## Ausstellungen
- 1940: Deutsche Neue Schau

## Werke in Museen
- Neue Galerie, Kassel
- Dichterhaus Brückner-Kühner